# Lydia Skottsberg
Lydia Mathilda Petronella Skottsberg, född 19 maj 1877 i Karlshamn, död 14 september 1948 i Stockholm, var en svensk målare, tecknare, bokkonstnär och grafiker. 
Hon var dotter till rektorn Carl Adolf Skottsberg och Maria Lovisa Pfeiffer samt syster till botanisten Carl Skottsberg. Hon studerade vid Tekniska skolan 1893–1896 och vid Högre konstindustriella skolan 1896–1899 samt Konstakademien 1900–1903 där hon även deltog i Axel Tallbergs etsningskurs. Som Kommerskollegiums stipendiat genomförde hon en studieresa till Danmark, Tyskland, Frankrike och England 1903. 
Skottsberg uppmärksammades mest för sina bidrag till bokkonsten bland annat tecknade hon vignetterna till Karl-Erik Forsslunds Storgårdsblomster 1901 och illustrerade Bengt Aurelius Vandrande sägner 1913. Hon medverkade i utställningar arrangerade av Svenska konstnärernas förening, Föreningen Svenska Konstnärinnor och Sveriges allmänna konstförening och i Baltiska utställningen i Malmö 1914. Hennes konst består av landskapsmotiv utförda i olja, akvarell eller i form av etsningar, träsnitt och litografi samt exlibris och affischer. Hon utgav 1905 en artikel om sina studieresor i Svenska slöjdföreningens tidskrift. 
Skottsberg är representerad vid Uppsala universitetsbibliotek och vid Scenkonstmuseet i Stockholm.